# Calamaria ulmeri
Calamaria ulmeri — вид змій родини полозових (Colubridae). Ендемік Індонезії.

## Поширення і екологія
Calamaria ulmeri відома за двома зразками, зібраними в горах провінції Ачех на півночі Суматри. Вони живуть у вологих гірських тропічних лісах. Відкладають яйця.